# Herbert Lewin
Herbert Lewin (geboren am 1. April 1899 in Schwarzenau; gestorben am 21. November 1982 in Wiesbaden) war ein deutscher Arzt und Vorsitzender des Zentralrates der Juden in Deutschland.

## Leben
Herbert Lewin diente als Soldat im Ersten Weltkrieg. Danach studierte er zunächst Landwirtschaft und Staatswissenschaften, um den landwirtschaftlichen Betrieb des Vaters übernehmen zu können, wechselte dann aber zum Studium der Medizin. 1922 wurde er Mitglied der SPD. Nach der Promotion 1924 arbeitete er in der jüdischen Poliklinik Berlin. 1932 reichte er eine Habilitationsschrift ein, die jedoch aus antisemitischen Gründen nicht akzeptiert wurde.
Ab 1937 war er Chefarzt im Krankenhaus des Israelitischen Asyls für Kranke und Altersschwache an der Ottostraße in Köln. Er wurde im Oktober 1941 ins Ghetto Litzmannstadt deportiert und arbeitete in mehreren Konzentrationslagern als Häftlingsarzt. Seine Frau Alice, die er 1925 geheiratet hatte, starb in der KZ-Haft.
Nach der Befreiung vom Nationalsozialismus blieb Lewin in Deutschland und arbeitete wieder als Arzt. Lewin wurde von Konrad Adenauer als damaligem Oberbürgermeister von Köln damit beauftragt, überlebende Kölner Juden aus dem Internierungslager Theresienstadt zurückzuholen. 1948 habilitierte er sich bei Ludwig Nürnberger an der Universitätsfrauenklinik in Köln. Von 1950 bis 1967 leitete er die Frauenklinik des Klinikums Offenbach, wurde 1952 zum außerplanmäßigen Professor an der Universität Frankfurt ernannt, sowie 1965 bei gleichzeitiger Emeritierung zum ordentlichen Professor berufen.
Zwischen 1963 und 1969 stand er an der Spitze des Zentralrates der Juden in Deutschland. Er war außerdem Mitglied der deutschen UNESCO-Kommission und des Bundesgesundheitsrats.

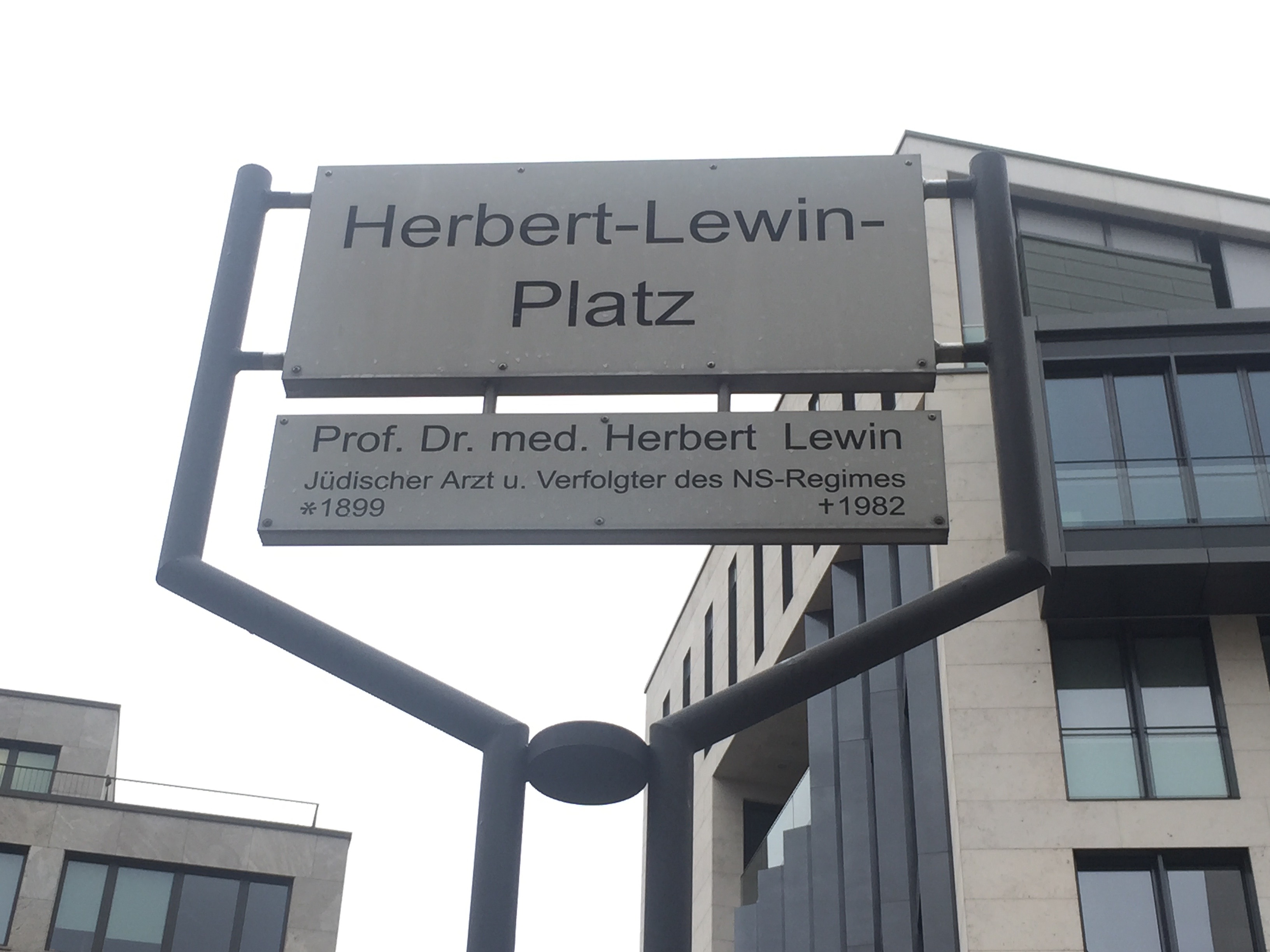
Herbert-Lewin-Platz, Berlin-Charlottenburg

Im September 1949 wurde ein Widerruf der Wahl Lewins zum Direktor der Städtischen Frauenklinik in Offenbach durch den damaligen Oberbürgermeister der Stadt Offenbach Johannes Rebholz der erste antisemitische Skandal nach der Entlassung der Westzonen aus dem Besatzungsstatut. Die Frankfurter Rundschau formulierte aus diesem Anlass eine Forderung zum Schutz der überlebenden Juden an die Bundesregierung. Von Ärzten im Offenbacher Gemeinderat, von Ärzten und Krankenschwestern des Offenbacher Krankenhauses und dem CDU-Bürgermeister Karl Kasperkowitz der Stadt abgelehnt, veranlasste erst ein weltweiter Protest und die Intervention von übergeordneten Behörden den Offenbacher Magistrat (Stadtrat), diesen Skandal zu bereinigen. Die Begründung für den Widerruf lautete, Lewin würde mit dem Rachegefühl eines ehemaligen KZ-Insassen seine Arbeit antreten, keine Frau könne sich ihm mit ruhigem Gewissen anvertrauen. Der französische Autor Romain Gary baute die Episode 1967 in seinen Roman La danse de Gengis Cohn unter Berufung auf einen US-amerikanischen Artikel von 1966 ein, um vor dem Wiederaufleben des Nationalsozialismus im Nachbarland zu warnen.
Herbert Lewins Grab befindet sich auf dem Alten Friedhof in Offenbach am Main.

## Ehrungen
Im Mai 1986 wurde in Köln-Lindenthal zu seinen Ehren die Haedenkamp-Straße, damaliger Sitz der Bundesärztekammer, in Herbert-Lewin-Straße umbenannt. Der Arzt Karl Haedenkamp (1889–1955) hatte schon vor 1933 eine rassistische und antisemitische Haltung gezeigt und war ab 1933 im Rahmen seiner Tätigkeit in der Reichsärztekammer federführend an der Ausschaltung jüdischer und politisch links stehender Ärzte beteiligt, setzte seine Karriere in der ärztlichen Selbstverwaltung jedoch auch nach 1945 ungehindert fort. Auch der Platz vor dem Sitz von Bundesärztekammer, Kassenärztlichen Bundesvereinigung und dem Gemeinsamen Bundesausschuss in Berlin-Charlottenburg wurde zu seinen Ehren Herbert-Lewin-Platz genannt.
Lewin wurde unter anderem mit der Wilhelm-Leuschner-Medaille und dem Großen Bundesverdienstkreuz mit Stern ausgezeichnet.

## Herbert-Lewin-Preis
Mit dem Herbert-Lewin-Preis werden wissenschaftliche Arbeiten prämiert, die sich mit der Aufarbeitung der Geschichte von Ärztinnen und Ärzten in der Zeit des Nationalsozialismus befassen. Der Forschungspreis wird vom Bundesministerium für Gesundheit, der Bundesärztekammer, der Bundeszahnärztekammer, der Kassenärztlichen Bundesvereinigung sowie der Kassenzahnärztlichen Bundesvereinigung ausgeschrieben. Er wurde erstmals im Jahr 2006 vergeben. Zu den Preisträgern gehören Christoph Kopke, Stephan Nolte u. a.

## Veröffentlichungen
- Eine Dermoidcyste im Wirbelkanal. Medizinische Dissertation. Berlin 1924, DNB 364021128 (176 S.).
- Die Menstruation als negativ und positiv zu bewertendes Phänomen. In: Drei Vorlesungen aus der medizinischen Fakultät der Universität Köln. Universitätsverlag, Köln 1949, DNB 455306907 (58 S.).
- mit Werner Spiegelhoff: Die Cyclushormone des Weibes. Biologie – Chemie – Klinik (= Zeitschrift für Geburtshilfe und Gynäkologie. Band 134, Beilageheft). Enke, Stuttgart 1951, ISSN 0044-278X, DNB 453029205 (248 S.).